# Savraňský rajón
Savraňský rajón (ukrajinsky Савранський район) byl rajón v Oděské oblasti na Ukrajině. Hlavním městem byl Savraň a rajón měl přibližně 18 tisíc obyvatel. 

## Sídla v rajónu
- Savraň